# Kaito Mizuta
Kaito Mizuta (japanisch 水多 海斗 Mizuta Kaito; * 8. April 2000 in Tokio) ist ein japanischer Fußballspieler.

## Werdegang
Der offensive Mittelfeldspieler Kaito Mizuta spielte als Jugendlicher für das Team der Maebashi Ikuei High School. Im Sommer 2019 schloss er sich dem deutschen Verein SV Straelen aus der Oberliga Niederrhein an. Mit seiner neuen Mannschaft schaffte er in der Saison 2019/20 den Aufstieg in die viertklassige Regionalliga West. Nach insgesamt 60 Ligaspielen und 17 Toren wechselte Mizuta im Sommer 2021 zur zweiten Mannschaft des 1. FSV Mainz 05 in die Regionalliga Südwest. Für die Mainzer Reserve absolvierte Mizuta in den folgenden zwei Jahren 66 Spiele und erzielte dabei 15 Tore. Im Sommer 2023 wechselte er dann zu Arminia Bielefeld in die 3. Liga. Am 5. August 2023 gab er sein Profidebüt im Spiel bei Dynamo Dresden. Mit der Arminia gewann er den Westfalenpokal 2023/24 durch einen 3:1-Sieg über den SC Verl.
Im Januar 2025 wechselte er zu Rot-Weiss Essen, sein Trainer dort ist Uwe Koschinat der 2023 Arminia Bielefeld trainiert hatte.

## Erfolge
- Westfalenpokalsieger: 2024